# Mistrzostwa Świata w Snowboardzie 2017 – drużynowy snowcross kobiet
Rywalizacja drużyn kobiet w konkurencji snowcross podczas mistrzostw świata w Utah została rozegrana na trasie o nazwie Sierra Nevada Snowboardcross 13 marca 2017 roku o 12:35. Złoty medal wywalczyły reprezentantki Francji: Nelly Moenne-Loccoz i Chloé Trespeuch, które wyprzedziły swe rodaczki w składzie Manon Petit i Charlotte Bankes oraz Lindsey Jacobellis i Faye Gulini z USA.

## Wyniki
Opracowano na podstawie materiału źródłowego: 

### Półfinały
Bieg 1
| Miejsce | Bib | Zawodniczki                         | Kraj              | Uwagi |
| ------- | --- | ----------------------------------- | ----------------- | ----- |
| 1       | 1   | Nelly Moenne-Loccoz Chloé Trespeuch | Francja           | Q     |
| 2       | 3   | Lindsey Jacobellis Faye Gulini      | Stany Zjednoczone | Q     |
| DNS     | 6   | Zoe Gillings-Brier Maisie Potter    | Wielka Brytania   |       |

Bieg 2
| Miejsce | Bib | Zawodniczki                     | Kraj    | Uwagi |
| ------- | --- | ------------------------------- | ------- | ----- |
| 1       | 2   | Raffaella Brutto Michela Moioli | Włochy  | Q     |
| 2       | 5   | Manon Petit Charlotte Bankes    | Francja | Q     |
| 3       | 4   | Eva Samková Vendula Hopjáková   | Czechy  |       |

### Finał
| Miejsce | Bib | Zawodniczki                         | Kraj              | Uwagi |
| ------- | --- | ----------------------------------- | ----------------- | ----- |
| złoto   | 1   | Nelly Moenne-Loccoz Chloé Trespeuch | Francja           |       |
| srebro  | 5   | Manon Petit Charlotte Bankes        | Francja           |       |
| brąz    | 3   | Lindsey Jacobellis Faye Gulini      | Stany Zjednoczone |       |
| 4       | 2   | Raffaella Brutto Michela Moioli     | Włochy            |       |